# África Zavala
África Ivonne Lechuga Zavala (n. Ciudad de México, México; 12 de agosto de 1985), conocida artísticamente como África Zavala, es una actriz y modelo mexicana.

## Biografía
África Zavala nace en México el 12 de agosto de 1985. Tiene un hermano, Sergio Zavala. Egresada del CEA de Televisa en 2004; inició su carrera a los 21 años, y recibió su primera oportunidad en televisión en la serie de comedia Bajo el mismo techo, del productor Gerardo Quiroz, y después protagonizó la telenovela Peregrina, al lado de Eduardo Capetillo. 
En 2006 protagonizó la telenovela Código postal, tras sustituir a Jery Sandoval, al lado de José Ron y Jessica Coch.[cita requerida]
En 2008, obtuvo un papel en la telenovela Cuidado con el ángel, como Elsa Maldonado San Román, prima hermana del protagonista de la telenovela, Maite Perroni.[cita requerida]
En el 2009, obtiene otro papel y viajó a Argentina para grabar la telenovela Los exitosos Pérez, al lado de Ludwika Paleta y Jaime Camil.[cita requerida]
En el 2010, fue seleccionada como una de las seis protagonistas de la telenovela Para volver a amar, al lado de Rebecca Jones, Nailea Norvind, Alejandra Barros, Sophie Alexander y Zaide Silvia Gutiérrez.[cita requerida]
En el 2011, protagonizó la telenovela Amorcito corazón, al lado de Elizabeth Álvarez, Diego Olivera y Daniel Arenas.[cita requerida]
En julio del 2012, el productor José Alberto Castro la confirmó como una de las protagonistas de su nueva telenovela Corona de lágrimas, al lado de Victoria Ruffo.[cita requerida]
En el 2014, participa en la telenovela La malquerida, al lado de Ariadne Díaz, Christian Meier y Victoria Ruffo, bajo la producción de José Alberto Castro.[cita requerida]
En el 2015, protagonizó la telenovela Amores con trampa, al lado de Eduardo Yánez, Itatí Cantoral y Ernesto Laguardia.[cita requerida]
En el 2017, obtuvo su primer personaje antagónico, en la telenovela La doble vida de Estela Carrillo bajo la producción de Rosy Ocampo y Eduardo Meza, al lado de David Zepeda, Danilo Carrera, Erika Buenfil y nuevamente con Ariadne Díaz y Zaide Silvia Gutiérrez.[cita requerida]
En el 2018, estelarizó la telenovela La jefa del campeón y participó también en la serie Atrapada.[cita requerida]

## Filmografía

### Cine
| Año  | Trabajo                                         | Personaje |
| ---- | ----------------------------------------------- | --------- |
| 2013 | No sé si cortarme las venas o dejármelas largas | Camila    |
| 2023 | Amor en Navidad: Mi amor de Navidad             | Isabel    |

### Televisión
| Año       | Trabajo                          | Personaje                         |
| --------- | -------------------------------- | --------------------------------- |
| 2005      | Bajo el mismo techo              | África                            |
| 2005-2006 | Peregrina                        | Peregrina Huerta                  |
| 2006      | Mundo de fieras                  | Aurora Cruz (joven)               |
| 2006      | Código postal                    | Victoria Villarreal               |
| 2008-2009 | Cuidado con el ángel             | Elsa Maldonado San Román          |
| 2009-2010 | Los exitosos Pérez               | Liliana "Lily" Cortez             |
| 2010-2011 | Para volver a amar               | Yorley Quiroga                    |
| 2011-2012 | Amorcito corazón                 | Lucía de Jesús Lobo Carvajal      |
| 2012      | Abismo de pasión                 | Remedios González                 |
| 2012-2023 | Corona de lágrimas               | Lucero Vásquez Rojas              |
| 2013-2014 | La malquerida                    | Alejandra Silva                   |
| 2015      | Amores con trampa                | María Sánchez de Carmona          |
| 2017      | La doble vida de Estela Carrillo | Morgana Santos                    |
| 2018      | La jefa del campeón              | Renata "Tita" Menchaca            |
| 2018      | Atrapada                         | Mariana Velasco / Luz Quintero    |
| 2021      | Vencer el pasado                 | Fabiola Mascaró                   |
| 2022      | Natural Born Narco               | Angélica                          |
| 2023-2024 | El Señor de los Cielos           | Mercedes "Mecha" de la Cruz       |
| 2024      | Mujeres asesinas                 | Lorenza                           |
| 2024-2025 | Papás por conveniencia           | Federica Rangel                   |
| 2025      | Monteverde                       | Carolina Robles / Hermana Celeste |

## Premios y nominaciones

### Premios TVyNovelas
| Año  | Categoría              | Telenovela                       | Resultado |
| ---- | ---------------------- | -------------------------------- | --------- |
| 2018 | Mejor villana          | La doble vida de Estela Carrillo | Nominada  |
| 2015 | Mejor actriz coestelar | La malquerida                    | Nominada  |
| 2013 | Mejor actriz coestelar | Corona de lágrimas               | Nominada  |

### TV Adicto Golden Awards
| Año  | Categoría                   | Trabajo nominado    | Resultado |
| ---- | --------------------------- | ------------------- | --------- |
| 2018 | Mejor protagonista femenina | La jefa del campeón | Ganadora  |